# Комендантское (Луганская область)
Комендантское (укр. Комендантське) — посёлок, относится к Краснолучскому городскому совету Луганской области Украины. Под контролем самопровозглашённой Луганской Народной Республики.

## География
Соседние населённые пункты: посёлки Фащевка (Перевальский район) на западе, Фащевка (Антрацитовский район) на юге, Индустрия на юго-востоке, Запорожье, Грушёвое, Давыдовка и сёла Артёма на востоке, Уткино на северо-востоке, посёлок Городище на северо-западе.

## Население
Население по переписи 2001 года составляло 129 человек.

## Общие сведения
Почтовый индекс — 94551. Телефонный код — 6432. Занимает площадь 0,11 км². Код КОАТУУ — 4411645703.

## Местный совет
94550, Краснолучский горсовет, пгт. Запорожье, ул. К.Маркса, 6